# Municipio de Santiago Textitlán
El municipio de Santiago Textitlán es uno de los 570 municipios en que se encuentra dividido el estado mexicano de Oaxaca y que se encuentra localizado en la Sierra Sur. Su cabecera es Santiago Textitlán.

## Geografía
El municipio de Santiago Textitlán se encuentra localizado en la región Sierra Sur y en el distrito de Sola de Vega, en la zona sur del estado de Oaxaca. Tiene una extensión territorial de 252 725 kilómetros cuadrados que equivalen al 0.27 % de la extensión total del estado, siendo sus coordenadas extremas 16°38′ - 16°48′ de latitud norte y 97°11′ - 97°27′ de longitud oeste y su altitud fluctúa entre un máximo de 2900 y un mínimo de 900 metros sobre el nivel del mar.
Limita al noroeste y oeste con el municipio de San Mateo Yucutindoo, al noreste con el municipio de Villa Sola de Vega, al sureste con el municipio de Santo Domingo Teojomulco y al sur con el municipio de Santa María Zaniza.

## Demografía
La población total del municipio de acuerdo con el Censo de Población y Vivienda realizado en 2010 por el Instituto Nacional de Estadística y Geografía, es de 4 170 habitantes.
La densidad de población asciende a un total de 16.5 personas por kilómetro cuadrado.

### Localidades
El municipio se encuentra formado por 16 localidades, las principales y su población de acuerdo al censo de 2010 son:
| Localidad                  | Población |
| -------------------------- | --------- |
| Santiago Sochiltepec       | 918       |
| Santiago Textitlán         | 850       |
| Río Humo                   | 524       |
| Recibimiento de Cuauhtémoc | 459       |
| Total municipio            | 4 170     |

## Política
El gobierno de Santiago Textitlán se rige por principio de usos y costumbres que se encuentra vigente en un total de 424 municipios del estado de Oaxaca y en las cuales la elección de autoridades se realiza mediante las tradiciones locales y sin la intervención de los partidos políticos. 
El ayuntamiento de San Miguel Panixtlahuaca está integrado por el presidente municipal, un síndico y un cabildo integrado por cuatro regidores, además de un funcionario denominado alcalde único constitucional.

### Representación legislativa
Para la elección de diputados locales al Congreso de Oaxaca y de diputados federales a la Cámara de Diputados federal, el municipio de Santiago Textitlán se encuentra integrado en los siguientes distritos electorales:
Local:
- Distrito electoral local de 21 de Oaxaca con cabecera en Heroica Ciudad de Ejutla de Crespo.[4]

Federal:
- Distrito electoral federal 6 de Oaxaca con cabecera en Heroica Ciudad.[5]